# Хуманистичке науке
Појмом хуманистичке науке се означавају оне науке као и гране знања које испитују људска бића, њихову културу и самоизражавање. За разлику од физичких и биолошких наука и, понекад, од друштвених, хуманистичке науке обухватају проучавање језика, књижевности, уметности, историје и филозофије.